# Dekoboko Majo no Oyako Jijō
Dekoboko Majo no Oyako Jijō (яп. Viola
でこぼこ魔女の親子事情, декобоко мадзьо но ояко дзідзьо, укр. Сімейне життя легковажної відьми) — манґа за авторством Пірої та її аніме-екранізація режисера Таката Масахіро. Головна героїня — молода, самотня відьма, на ім'я Аліса, яка випадково знайшла у лісі залишену людську дівчинку, удочерила її, навчала магії та виховала її могутньою відьмою.

## Персонажі
Аліса (яп. アリッサ, Arissa)
Сейю: Коґа Аой
Віола (яп. ビオラ, Біора)
Сейю: Мідзукі Нана
Фенікс (яп. フェニックス, Феніккусу)
Сейю: Хасі Такая
Ліра (яп. リラ, Ріра)
Сейю: Пак Ромі
Ґіріко (яп. ギリコ)
Сейю: Таїті Йо
Луна (яп. ルーナ, Руна)
Сейю: Секіне Акіра
Феннель (яп. フェンネル, Феннеру)
Сейю: Кондо Такаюкі
Ґрінд (яп. グリンド, Ґуріндо)
Сейю: Оно Дайсуке
Понд (яп. ポンド, Пондо)
Сейю: Конісі Кацуюкі
Аурі (яп. アウリ)
Сейю: Дзюн'їті Сувабе
Доку-Коала (яп. 毒コアラ, Доку-Коара)
Сейю: Отані Ікуе
Оповідачка (яп. ナレーション, Наресьон)
Сейю: Ханадзава Кана

## Медіа

### Манґа
Створення манґи за авторством Пірої було розпочато 19 липня 2019. Станом на жовтень 2023 вона налічує шість томів.

#### Список томів
| - Chapters 1–8 |

| - Chapters 9–14 - Bangai-hen ① (яп. 番外編①) - Bangai-hen ② (яп. 番外編②) |

| - Chapters 15–21 - Bangai-hen ③ (яп. 番外編③) - Bangai-hen ④ (яп. 番外編④) |

| - Chapters 22–27 - Bangai-hen ⑤ (яп. 番外編⑤) |

| - Chapters 28–33 - Bangai-hen ⑥ (яп. 番外編⑥) - Bangai-hen ⑦ (яп. 番外編⑦) - Bangai-hen ⑧ (яп. 番外編⑧) |

| - Chapters 34–39 - Bangai-hen ⑨ (яп. 番外編⑨) - Bangai-hen ⑩ (яп. 番外編⑩) |

### Аніме
У 2022 році було анонсовано про створення аніме-адаптації манґи.
Режисером став Таката Масахіро.
Серіал транслювали на телемережі Tokyo MX с 1 жовтня по 17 грудня 2023.

#### Список серій
| № серії | Назва серії | Режисер(и)        | Сценарист(и)                  | Storyboarded by           | Оригінальна дата показу |
| ------- | --- | ----------------- | ----------------------------- | ------------------------- | ----------------------- |
| 1       | «The Irregular Circumstances of the Close-Knit Family» Транслітерація: «Nakayoshi Oyako no Dekoboko Jijō» (яп. なかよし親子のでこぼこ事情)                          | Таката Масахіро   | Ґіро Кнукле                   | Таката Масахіро           | 1 жовтня 2023           |
| 1       | «The Educational Circumstances of the Mysterious Life Form» Транслітерація: «Fushigi na Inochi no Kyōiku Jijō» (яп. 不思議な命の教育事情)                           | Таката Масахіро   | Ґіро Кнукле                   | Таката Масахіро           | 1 жовтня 2023           |
| 2       | «The Commonplace Circumstances of the Witch's Child-Rearing» Транслітерація: «Majo no Ikuji no Aruaru Jijō» (яп. 魔女の育児のあるある事情)                          | Ватанабе Маріе    | Ґіро Кнукле                   | Муроя Ясухі               | 8 жовтня 2023           |
| 2       | «The Romantic Circumstances of the Little Brother Position» Транслітерація: «Otōto Pojishon no Ren'ai Jijō» (яп. 弟ポジションの恋愛事情)                            | Ватанабе Маріе    | Ґіро Кнукле                   | Муроя Ясухі               | 8 жовтня 2023           |
| 3       | «The Reminiscing Circumstances of the Witch-Girl Time Crew» Транслітерація: «Majoshikai no Tsuikai Jijō» (яп. 魔女子会の追懐事情)                                   | Кіто Кадзуя       | Таката Масахіро               | Макіно Томое Rin Ichikawa | 15 жовтня 2023          |
| 3       | «The Sniffly Circumstances of the Healthy Daughter» Транслітерація: «Genki Musume no Kaze Jijō» (яп. 元気娘の風邪事情)                                              | Кіто Кадзуя       | Таката Масахіро               | Макіно Томое Rin Ichikawa | 15 жовтня 2023          |
| 4       | «The Requesting Circumstances of the Late-Blooming Orc» Транслітерація: «Okute na Ōku no Onegai Jijō» (яп. 奥手なオークのお願い事情)                                | Куросе Дайсуке    | Ґіро Кнукле                   | Мацуда Ацуто              | 22 жовтня 2023          |
| 4       | «The Monitoring Circumstances of the Egg and Big Sister» Транслітерація: «Tamago to Onēsan no Azukari Jijō» (яп. 卵とお姉さんの預かり事情)                          | Куросе Дайсуке    | Ґіро Кнукле                   | Мацуда Ацуто              | 22 жовтня 2023          |
| 5       | «The Classified Circumstances of the Elfin Forest» Транслітерація: «Erufu no Mori no Hikōkai Jijō» (яп. エルフの森の非公開事情)                                     | Мурата Наокі      | Ґіро Кнукле                   | Йосікава Хіроакі          | 29 жовтня 2023          |
| 5       | «The Potato-Digging Circumstances of Love and Legend» Транслітерація: «Ai to Densetsu no Imohori Jijō» (яп. 愛と伝説の芋掘り事情)                                   | Мурата Наокі      | Ґіро Кнукле                   | Йосікава Хіроакі          | 29 жовтня 2023          |
| 6       | «The Assemblage Circumstances of the Rose Garden» Транслітерація: «Baraen no Oshiriai Jijō» (яп. 薔薇園のおしりあい事情)                                            | Ватанабе Марія    | Таката Масахіро               | Таката Масахіро           | 5 листопада 2023        |
| 7       | «The Circumstances of Yep—Oops—Of Course These Are Pastries!» Транслітерація: «Un, Kore wa Yakigashi da yo!? To Iu Jijō» (яп. うん、これは焼き菓子だよ!?という事情) | Кіто Кадзуя       | Masahiro Takata               | Mie Ōishi                 | 12 листопада 2023       |
| 7       | «The Insomnia Circumstances of the Sleep Fairy» Транслітерація: «Nemuri no Sei no Fumin Jijō» (яп. 眠りの精の不眠事情)                                              | Кіто Кадзуя       | Masahiro Takata               | Mie Ōishi                 | 12 листопада 2023       |
| 8       | «The Cooking Circumstances of the Cursed Witch» Транслітерація: «Noroware Majo no Oryōri Jijō» (яп. 呪われ魔女のお料理事情)                                         | Daisuke Kurose    | Takanori Yamaura              | Daisuke Kurose            | 19 листопада 2023       |
| 8       | «The Crazed Circumstances of the Phoenix's Exam» Транслітерація: «Kyōki no Fushichō no Shinsatsu Jijō» (яп. 狂気の不死鳥の診察事情)                                 | Daisuke Kurose    | Takanori Yamaura              | Daisuke Kurose            | 19 листопада 2023       |
| 8       | «Irregular Fairy Tale Theater» Транслітерація: «Dekoboko Dōwa Gekijō» (яп. でこぼこ童話劇場)                                                                        | Daisuke Kurose    | Takanori Yamaura              | Daisuke Kurose            | 19 листопада 2023       |
| 9       | «The Personal Circumstances of the Nervous Mama» Транслітерація: «Dokidoki Mama no Kojin Jijō» (яп. どきどきママの個人事情)                                         | Yasushi Muroya    | Gyro Knuckle                  | Yasushi Muroya            | 26 листопада 2023       |
| 9       | «The Family Circumstances of the Questionable Visitor» Транслітерація: «Fushin na Kyaku no Gokatei Jijō» (яп. 不審な客のご家庭事情)                                 | Yasushi Muroya    | Gyro Knuckle                  | Yasushi Muroya            | 26 листопада 2023       |
| 10      | «The Troubled Circumstances of the Confined Son» Транслітерація: «O Komori Musuko no O Nayami Jijō» (яп. おこもり息子のお悩み事情)                                  | Hidetoshi Aridome | Gyro Knuckle Takanori Yamaura | Rin Ichikawa              | 3 грудня 2023           |
| 10      | «The Public Park Circumstances of Heart vs. Tongue» Транслітерація: «Honne to Tatemae no Kōen Jijō» (яп. 本音と建前の公園事情)                                      | Hidetoshi Aridome | Gyro Knuckle Takanori Yamaura | Rin Ichikawa              | 3 грудня 2023           |
| 11      | «The Home Alone Circumstances of the Familiars» Транслітерація: «Tsukai Matachi no O Rusuban Jijō» (яп. 使い魔たちのお留守番事情)                                   | Marie Watanabe    | Gyro Knuckle Takanori Yamaura | Takashi Iida              | 10 грудня 2023          |
| 11      | «The Weight Loss Circumstances of Corpulent Phoenix» Транслітерація: «Hidaina Fushichō no Genryō Jijō» (яп. 肥大な不死鳥の減量事情)                                 | Marie Watanabe    | Gyro Knuckle Takanori Yamaura | Takashi Iida              | 10 грудня 2023          |
| 11      | «The Romantic Advice Circumstances of the Men without Dates» Транслітерація: «Zaru Otokotachi no Renai Sōdan Jijō» (яп. モテざる男たちの恋愛相談事情)               | Marie Watanabe    | Gyro Knuckle Takanori Yamaura | Takashi Iida              | 10 грудня 2023          |
| 12      | «The Family Circumstances of the Irregular Witch» Транслітерація: «Dekoboko Majo no Oyako Jijō» (яп. でこぼこ魔女の親子事情)                                        | Таката Масахіро   | Таката Масахіро               | Таката Масахіро           | 17 грудня 2023          |